# Imma Be
«Imma Be» — четвёртый сингл американской хип-хоп-группы The Black Eyed Peas из их пятого студийного альбома The E.N.D. (2009).
Добившись коммерческого успеха, «Imma Be» стал третьим синглом с The E.N.D., занявшим первое место в американском Billboard Hot 100. Критический прием песни в целом был неоднозначным. Сопровождающий эту песню музыкальный клип был снят один за другим в виде десятиминутного видео под названием «Imma Be Rocking That Body» с песней «Rock That Body». Песня вошла в саундтрек к фильму «Копы в глубоком запасе» (2010) и была использована на сцене в баре, и появилась в фильме «Мальчишник 2: Из Вегаса в Бангкок» (2011).

## Клип
Видео было снято 13 января 2010 года. В клипе Ферги изображена в дизайнерской обуви от Louboutin и чёрном купальнике цвета металлик, а также верхом на мотоцикле BMW S1000RR. Статисты были одеты как роботы и кочевники (как apl.de.ap в клипе «Meet Me Halfway»). Он был снят на пустынной дороге в Ланкастере, Калифорния. Съёмки были прерваны внезапной песчаной бурей, однако, когда буря прошла, съёмки возобновились. Музыкальное видео, снятое режиссёром Ричем Ли, было снято параллельно с видеоклипом на «Rock That Body», вторую песню из The E.N.D. Две песни были сведены в попурри, которое называется «Imma Be Rocking That Body». Продолжительность попурри составляет 8:15, а общее количество клипов — 10:21. Премьера состоялась на Vevo и Dipdive 16 февраля 2010 года. Видеоклипы были разделены для музыкальных каналов, а вступление и заключение удалены.

## Список композиций
Digital Download E.P.
| №                   | Название                                         | Длительность |
| ------------------- | ------------------------------------------------ | ------------ |
| 1.                  | «Imma Be» (Wolfgang Gartner Remix)               | 6:24         |
| 2.                  | «Imma Be» (Danger Olympic Remix)                 | 4:31         |
| 3.                  | «Imma Be» (Poet Name Life & DJ Ammo Remix)       | 4:42         |
| 4.                  | «Rock That Body» (Skrillex Remix)                | 5:09         |
| 5.                  | «Rock That Body» (Chris Lake Remix)              | 5:54         |
| 6.                  | «Rock That Body» (apl.de.ap and DJ Replay Remix) | 5:54         |
| Общая длительность: | Общая длительность:                              | 31:21        |

UK & German CD Single
| №  | Название                           | Длительность |
| -- | ---------------------------------- | ------------ |
| 1. | «Imma Be» (Album version)          | 4:12         |
| 2. | «Imma Be» (Wolfgang Gartner Remix) | 7:00         |

## Чарты

### Чарты недели
| Чарт (2010)                                | Позиция |
| ------------------------------------------ | ------- |
| Австралия (ARIA)                           | 7       |
| Бельгия/Фландрия (Ultratip Bubbling Under) | 2       |
| Бельгия/Валлония (Ultratip Bubbling Under) | 8       |
| Канада (Billboard Canadian Hot 100)        | 5       |
| Германия (GfK)                             | 49      |
| Венгрия (Single Top 40)                    | 4       |
| Польша (Dance Top 50)                      | 50      |
| Шотландия (OCC Scotland)                   | 76      |
| Великобритания (OCC UK Singles)            | 55      |
| Великобритания (OCC UK Hip Hop/R&B)        | 21      |
| США (Billboard Hot 100)                    | 1       |
| США (Billboard Adult Pop Airplay)          | 36      |
| США (Billboard Dance Club Songs)           | 1       |
| США (Billboard Hot R&B/Hip-Hop Songs)      | 12      |
| США (Billboard Pop Airplay)                | 2       |
| США (Billboard Rhythmic)                   | 4       |

### Месячные чарты
| Чарт (2010)                       | Позиция |
| --------------------------------- | ------- |
| Бразилия (Brasil Hot 100 Airplay) | 26      |
| Бразилия (Brasil Hot Pop Songs)   | 10      |

### Чарты на итог года
| Чарт (2010)                          | Позиция |
| ------------------------------------ | ------- |
| Австралия (ARIA)                     | 81      |
| Канада (Canadian Hot 100)            | 53      |
| США Billboard Hot 100                | 20      |
| US Hot R&B/Hip-Hop Songs (Billboard) | 68      |
| US Mainstream Top 40 (Billboard)     | 26      |
| US Rhythmic (Billboard)              | 19      |

## Сертификаты и копии продаж
| Регион | Сертификация  | Продажи    |
| --- | ------------- | ---------- |
| Австралия (ARIA) | Платиновый    | 70 000^    |
| Канада (Music Canada) | Платиновый    | 80 000*    |
| Великобритания (BPI) | Серебряный    | 200 000    |
| США (RIAA) | 2× Платиновый | 2 000 000^ |
| * Данные о продажах приведены только на основе сертификации. · ^ Данные о тиражах приведены только на основе сертификации. · Данные о продажах + прослушиваниях приведены только на основе сертификации. |               |            |

## История выпусков
| Регион   | Дата           | Формат                      | Лейбл           | Ref.   |
| -------- | -------------- | --------------------------- | --------------- | ------ |
| США      | 12 января 2010 | Rhythmic contemporary radio | Interscope      | [ 29 ] |
| Германия | 25 июня 2010   | CD                          | Universal Music | [ 30 ] |